# Darlegungslast
Unter Darlegungslast versteht man in der Rechtswissenschaft die Obliegenheit einer Partei, bestimmte Tatsachen im Prozess vorzutragen. Die Darlegungslast gibt es nur in Prozessen, in denen der Verhandlungsgrundsatz (Beibringungsgrundsatz) gilt, also vor allem in Zivilverfahren. Die Darlegungslast korrespondiert ganz überwiegend mit der Beweislast.
Mit subjektiver Darlegungslast (Behauptungslast) wird im Zivilprozess die Notwendigkeit bezeichnet, dass die Parteien die ihnen günstigen Tatsachen darlegen/behaupten müssen, um Nachteile, wie zum Beispiel ein abweisendes Urteil, zu vermeiden. 
Die Nachteile selbst werden objektive Darlegungslast genannt. Die Darlegungslast liegt grundsätzlich wie auch die Beweislast jeweils bei der Partei, für die die Tatsache günstig ist. Das heißt, jede Partei muss die für sie günstigen Tatsachen behaupten. Allerdings wird auch ungünstiges Parteivorbringen berücksichtigt. In diesem Zusammenhang spielt das äquipollente bzw. gleichwertige Parteivorbringen eine Rolle.

## Rechtspraxis
Grundsätzlich muss der Kläger zunächst die anspruchsbegründenden Tatsachen vortragen. Kommt er dieser Obliegenheit nicht nach, verliert er den Prozess, ohne dass der Beklagte sich zum Sachverhalt äußern muss. Die Klage ist unschlüssig.
Dem Beklagten obliegt es, die Tatsachenbehauptungen des Klägers zu bestreiten oder rechtshindernde, rechtshemmende oder rechtsvernichtende Tatsachen vorzutragen. Unterlässt er dies, ist seine Verteidigung gegen die Klage unerheblich, so dass der Klage ohne weiteres stattzugeben ist.
In Fällen, in denen es für die darlegungsbelastete Partei typischerweise schwierig ist, alle Tatsachen vorzutragen, kennen Rechtsprechung und Gesetz Regeln zur Erleichterung. Beispiele sind der Grundsatz der abgestuften Darlegungs- und Beweislast, die Umkehr der Darlegungslast und gesetzliche Vermutungen. So kann der Beklagte eine Behauptung des eigentlich darlegungspflichtigen Klägers über ein Geschehen nicht einfach bestreiten, wenn ihm alle wesentlichen Tatsachen bekannt und nähere Angaben dazu zumutbar sind, dem Kläger hingegen nicht. Den Beklagten trifft dann die sekundäre Darlegungslast und er muss die behauptete Tatsache substanziiert bestreiten, indem er die für das Gegenteil sprechenden Umstände und Tatsachen vorträgt.